# Ачоли (язык)
Ачоли (известен под различными названиями: Acholi, Acoli, Akoli, Acooli, Atscholi, Shuli, Gang, Lwoo, Lwo, Log Acoli, Dok Acoli) — язык народности ачоли, проживающей в районах Гулу, Китгум и Падер (известных вместе как Ачолиленд) на севере Уганды. Также распространён на юге района Опари (Южный Судан). Число носителей около 1,2 млн чел.
Язык ачоли хорошо взаимопонимаем с другими языками: алур и угандийским ланго.

## Фонология
В языке ачоли существует гармония гласных по продвинутости корня языка — на основании этого критерия гласные делятся на 2 группы по 5 гласных.
|                                        | Передний ряд | Средний ряд | Задний ряд |
| Ненапряжённые гласные верхнего подъёма | ɪ            |             | ʊ          |
| Средне-нижний подъём                   | ɛ            |             | ɔ          |
| Нижний подъём                          |              | ɒ           |            |

|                       | Передний ряд | Средний ряд | Задний ряд |
| Верхний подъём        | i            |             | u          |
| Средне-верхний подъём | e            |             | o          |
| Нижний подъём         |              | a           |            |

Ачоли — тональный язык. Ряд слов различается только тоном. Примеры: bèl (низкий тон) — «морщинистый», bél (высокий тон) — «зерно»; kàl (низкий тон) — «место рядом с палисадом», kál (высокий тон) — «просо». Тоны также играют роль в спряжении глаголов.

## Письменность
Латинская письменность для ачоли разработана в 1947 году. Алфавит имеет следующий состав: A a, B b, C c, D d, Dh dh, E e, Ɛ ɛ, G g, I i, J j, K k, L l, M m, N n, Ng ng, Ny ny, O o, P p, R r, T t, U u, W w, Y y. Вместо диграфа Ng ng часто используется Ŋ ŋ.